# Nemzetközi Gyógyszerészeti Szövetség
A Nemzetközi Gyógyszerészeti Szövetség (francia nevén  Fédération Internationale Pharmaceutique (rövidítése: FIP) 1912-ben alakult nemzetközi szervezet.

## Története
1912-ben Hágában alakult meg. Az előkészítő bizottság munkájában Koritsánszky Ottó magyar gyógyszerész is részt vett, akit 1931-ben az egyik alelnökké választottak.

## Feladatai
- A gyógyszerészeti tudomány, gyakorlat és oktatás fejlesztése, az elért eredmények közzététele a tagállamokban.

1. Kapcsolat az Egészségügyi Világszervezettel
2. A gyógyszerészeti tudomány és gyakorlat eredményeinek közzététele
3. A gyógyszerészképzés folyamatos tanulmányozása és egységesítése
4. A gyógyszerészeti jogszabályalkotás összehangolása
5. A gyógyszerészeti tudományok fejlesztése, kérdések véleményezése, tanácsadás
6. Nemzetközi kongresszusok szervezése
7. A rendezvények határozatainak, eredményeinek feldolgozása
8. Nemzeti gyógyszerészeti társaságok támogatása